# Club du Panthéon
Pour les articles homonymes, voir Panthéon (homonymie).
Le club du Panthéon, est une société politique française révolutionnaire, inaugurée le 25 brumaire an IV.
Composé d'anciens Jacobins inconditionnels, tous issus de la petite bourgeoisie, ce club se nomme officiellement Réunion des Amis de la République. Il regroupe tous ceux qui, dans la dynamique de la répression de l'insurrection royaliste du 13 vendémiaire an IV, souhaitent réorienter plus à gauche la politique du Directoire. Parmi les fondateurs, on compte René Lebois, imprimeur et journaliste de L'Orateur plébéien, qui est peut-être un agent de Barras. Ces derniers sont accusés par les soutiens du régime d'avoir été partisans de la Terreur. 
Il est installé sur la montagne Sainte-Geneviève, dans l'ancien couvent des Génovéfains, actuel lycée Henri-IV.
Le club du Panthéon se montre d'abord très respectueux de la légalité, presque conformiste, en refusant de recevoir les députés de la Convention déclarés inéligibles pour mieux prouver son attachement aux institutions nouvelles.
Le club attire rapidement beaucoup de monde : de 934 adhérents le 9 frimaire, il en compte rapidement 2 000 membres. En ventôse an IV, le club a 2 400 membres. Parmi ses membres, on compte Félix Lepeletier, Pierre-Antoine Antonelle, Sylvain Maréchal. Ami de ce dernier, Nicolas Edme Restif de La Bretonne assiste également à des réunions du club. Le peintre François Topino-Lebrun le fréquente aussi, ainsi que Jullien de Paris, proche d'Antonelle et rédacteur à L'Orateur plébéien.
Mais plusieurs de ces députés non réélus, tel Jean-Pierre-André Amar, autrefois membre du Comité de sûreté générale, ainsi que des terroristes comme Darthé, ex-accusateur au tribunal révolutionnaire, ou Charles Germain, ancien lieutenant de hussards, qui gravitent dans l'entourage des panthéonistes, nourrissent rapidement une ambition secrète : celle de convaincre plus ou moins légalement le gouvernement de renoncer à la Constitution de l'an III pour retrouver les accents les plus convaincants des textes constitutionnels de 1793.
Sans faire partie du club du Panthéon, Gracchus Babeuf est l'un des principaux orateurs de ce club, où il développe sa doctrine de l’« égalité », considérée comme la base du communisme, et qu'il publie dans son journal, le Tribun du peuple. Ce journal est fréquemment applaudi au club, dont les séances sont souvent présidées par Philippe Buonarroti, ami de Babeuf. 
L'interdiction du club le 8 ventôse an IV, fermé par Bonaparte, alors chef de l'armée de l'Intérieur, est un des éléments qui amèneront la création de la conjuration des Égaux. 